# Macau (Rio Grande do Norte)
Macau é um município brasileiro no estado do Rio Grande do Norte, localizado no Polo Costa Branca. De acordo com o IBGE, no ano 2024 sua população era estimada em 28.384 habitantes. Macau possui uma área territorial de 775.302 km² e está localizada a 175 km da capital do estado, Natal.
Suas origens remontam ao início do século XIX, quando ainda era conhecida por ilha de Manoel Gonçalves — região já colonizada para a produção de sal. O município está numa região produtora de sal marinho (uma das principais do Brasil), petróleo e de pescados, sendo um dos maiores produtores nacionais de sardinha. Macau é bastante conhecida na região por seu carnaval, o que atrai visitantes de quase todo o estado do Rio Grande do Norte.

## Geografia
De acordo com a divisão do Instituto Brasileiro de Geografia e Estatística (IBGE) vigente desde 2017, Macau pertence à região geográfica intermediária de Mossoró e à região imediata de Açu. Até então, com a vigência das divisões em microrregiões e mesorregiões, fazia parte da microrregião de Macau, que por sua vez estava incluída na mesorregião Central Potiguar. Está a 182 km de Natal, capital estadual, e a 2 351 km quilômetros de Brasília, capital federal.
Banhado pelo Oceano Atlântico a norte, Macau possui a maior costa litorânea dentre os municípios potiguares, com 39,77 km de praias. Limita-se com Afonso Bezerra, Pendências e Pedro Avelino a sul;  Guamaré e novamente Pedro Avelino a leste e a oeste Carnaubais, Porto do Mangue e Pendências. Ocupa uma área territorial de 775,302 km² (1,4681% da superfície estadual), dos quais 2,886 km² em área urbana.
O relevo do município, com altitudes inferiores a cem metros, é formado pela planície costeira, caracterizada pela presença de dunas de areia e quartzo modeladas pela ação eólica, e sucedida pelos tabuleiros costeiros ou planaltos rebaixados. A maior parte de Macau, incluindo a área costeira, está inserido no Grupo Barreiras, constituído por arenitos intercalados por argila, provenientes do período Terciário, há cerca de trinta milhões de anos. No estuário do rio Piranhas-Açu está a planície fluviomarinha, constituída pelos aluviões, onde estão as áreas de extração de sal. Na parte sul do município encontram-se tanto as rochas calcárias da formação Jandaíra quanto os arenitos da Formação Tibau.
A maior parte dos solos de Macau são arenosos, pouco férteis e bastante drenados, caracterizando as areias quartzosas ou neossolos. Por outro lado, no estuário do rio Piranhas-Açu estão os gleissolos ou solochak solonétzicos, altamente salinos e bastante mal drenados, cobertos por manguezais e espécies herbáceas e rasteiras (halóficas), adaptadas à salinidade. Além destes, existem também áreas menores de cambissolo, latossolo (do tipo vermelho amarelo equivalente eutrófico) e luvissolo, este último chamado de podzólico vermelho amarelo equivalente eutrófico na antiga classificação brasileira de solos.
Com exceção da costa, onde estão as restingas, e dos gleissolos, o solo macauense é coberto por uma vegetação xerófila de pequeno porte, a caatinga, que perde suas folhas na estação seca, existindo também áreas de carnaubeira, de porte maior. Parte do município está inserido na Reserva de Desenvolvimento Sustentável Estadual Ponta do Tubarão, criada em 18 de julho de 2003 pela lei estadual nº 8 349, cobrindo uma área de cerca de treze mil hectares em Macau e Guamaré.
Macau possui parte seu território na faixa litorânea norte de escoamento difuso e o restante na bacia hidrográfica do Rio Piranhas–Açu, cuja foz se localiza próximo à cidade. Os outros rios que passam pelo município são Amargoso, Camurupim e dos Cavalos, além dos riachos Baixa do Tamanduá, Manoel Casado, Pau-Florado e da Oiticica.

### Clima
| Maiores acumulados de precipitação em 24 horas registrados em Macau por meses (INMET) | Maiores acumulados de precipitação em 24 horas registrados em Macau por meses (INMET) | Maiores acumulados de precipitação em 24 horas registrados em Macau por meses (INMET) | Maiores acumulados de precipitação em 24 horas registrados em Macau por meses (INMET) | Maiores acumulados de precipitação em 24 horas registrados em Macau por meses (INMET) | Maiores acumulados de precipitação em 24 horas registrados em Macau por meses (INMET) |
| Mês                                                                                   | Acumulado                                                                             | Data                                                                                  | Mês                                                                                   | Acumulado                                                                             | Data                                                                                  |
| ------------------------------------------------------------------------------------- | ------------------------------------------------------------------------------------- | ------------------------------------------------------------------------------------- | ------------------------------------------------------------------------------------- | ------------------------------------------------------------------------------------- | ------------------------------------------------------------------------------------- |
| Janeiro                                                                               | 104 mm                                                                                | 22/01/2016                                                                            | Julho                                                                                 | 54 mm                                                                                 | 16/07/2011                                                                            |
| Fevereiro                                                                             | 86,6 mm                                                                               | 11/02/1985                                                                            | Agosto                                                                                | 29 mm                                                                                 | 19/08/1969                                                                            |
| Março                                                                                 | 112,7 mm                                                                              | 16/03/1982                                                                            | Setembro                                                                              | 20,6 mm                                                                               | 18/09/1974                                                                            |
| Abril                                                                                 | 148,3 mm                                                                              | 05/04/1985                                                                            | Outubro                                                                               | 5,4 mm                                                                                | 19/10/1965                                                                            |
| Maio                                                                                  | 63,1 mm                                                                               | 23/05/1985                                                                            | Novembro                                                                              | 25,6 mm                                                                               | 30/11/1978                                                                            |
| Junho                                                                                 | 70 mm                                                                                 | 19/06/1965                                                                            | Dezembro                                                                              | 53,7 mm                                                                               | 30/12/1967                                                                            |
| Período: 1961 a 1970, 1973 a 1985 e 1994 a 2018                                       |                                                                                       |                                                                                       |                                                                                       |                                                                                       |                                                                                       |

Mesmo localizado no litoral, o clima de Macau é semiárido, do tipo Bsh na classificação climática de Köppen-Geiger, com temperaturas médias mensais em torno dos 28 °C e índice pluviométrico de pouco mais de 500 milímetros (mm) anuais, um dos mais baixos do país, concentrados em poucos meses, sendo o pico observado em março e abril. O tempo de insolação é de aproximadamente 2 600 horas/ano.
Segundo dados do Instituto Nacional de Meteorologia (INMET), referentes ao período de 1961 a 1970, 1973 a 1985 e 1994 a 2018, a menor temperatura registrada em Macau foi de 17,3 °C em julho de 1964, nos dias 16 e 17, e a maior atingiu 38,9 °C em 3 de março de 2013. O maior acumulado de precipitação em 24 horas chegou a 148,3 mm em 5 de abril de 1985. Outros acumulados iguais ou superiores a 100 mm foram: 125 mm em 9 de abril de 1985, 124,4 mm em 17 de abril de 1985, 113,5 mm em 3 de abril de 2008, 112,7 mm em 16 de março de 1982, 105,8 mm em 31 de março de 1967, 104 mm em 22 de janeiro de 2016 e 100,8 mm em 13 de abril de 1964. O mês mais chuvoso da série histórica foi abril de 1985, com 622,5 mm. O ano de 1985 também foi o ano mais chuvoso, com 1 780,6 mm.
| Dados climatológicos para Macau | Dados climatológicos para Macau | Dados climatológicos para Macau | Dados climatológicos para Macau | Dados climatológicos para Macau | Dados climatológicos para Macau | Dados climatológicos para Macau | Dados climatológicos para Macau | Dados climatológicos para Macau | Dados climatológicos para Macau | Dados climatológicos para Macau | Dados climatológicos para Macau | Dados climatológicos para Macau | Dados climatológicos para Macau |
| Mês | Jan                             | Fev                             | Mar                             | Abr                             | Mai                             | Jun                             | Jul                             | Ago                             | Set                             | Out                             | Nov                             | Dez                             | Ano                             |
| --- | ------------------------------- | ------------------------------- | ------------------------------- | ------------------------------- | ------------------------------- | ------------------------------- | ------------------------------- | ------------------------------- | ------------------------------- | ------------------------------- | ------------------------------- | ------------------------------- | ------------------------------- |
| Temperatura máxima recorde (°C) | 37                              | 37,9                            | 38,9                            | 36,8                            | 37,1                            | 36,9                            | 36,3                            | 37                              | 37,8                            | 37,8                            | 38                              | 37,9                            | 38,9                            |
| Temperatura máxima média (°C) | 31,8                            | 32,1                            | 32                              | 32,2                            | 32,3                            | 32                              | 32,1                            | 32,8                            | 33,1                            | 32,6                            | 32,3                            | 32                              | 32,3                            |
| Temperatura mínima média (°C) | 24,7                            | 24,9                            | 25                              | 24,7                            | 24,5                            | 23,4                            | 22,8                            | 22,6                            | 23,1                            | 23,6                            | 24,2                            | 24,4                            | 24                              |
| Temperatura mínima recorde (°C) | 19,3                            | 18                              | 19,8                            | 20,1                            | 19,2                            | 18                              | 17,3                            | 18                              | 17,9                            | 18,2                            | 18,5                            | 19,4                            | 17,3                            |
| Precipitação (mm) | 44,6                            | 58,6                            | 126,5                           | 135,9                           | 73,2                            | 34,6                            | 22,9                            | 10,4                            | 2,2                             | 0,9                             | 2,2                             | 6,4                             | 518,4                           |
| Dias com precipitação (≥ 1 mm) | 4                               | 5                               | 10                              | 11                              | 7                               | 6                               | 3                               | 2                               | 1                               | 1                               | 0                               | 1                               | 51                              |
| Umidade relativa compensada (%) | 73,3                            | 75,5                            | 77,2                            | 78,5                            | 75,2                            | 73,6                            | 68,9                            | 67,5                            | 66,7                            | 67,4                            | 69,8                            | 70,9                            | 72                              |
| Insolação (h) | 221,3                           | 187,2                           | 189,3                           | 178,6                           | 177,5                           | 175,7                           | 183,5                           | 229,8                           | 251,6                           | 271,4                           | 273,6                           | 243,9                           | 2 583,4                         |
| Fonte: INMET (normal climatológica de 1981-2010; recordes de temperatura: 01/01/1961 a 31/12/1970, 01/05/1973 a 31/12/1984 e 01/01/1994 a 31/12/2018) |                                 |                                 |                                 |                                 |                                 |                                 |                                 |                                 |                                 |                                 |                                 |                                 |                                 |

## Demografia
No último censo demográfico, Macau era o décimo-sétimo município mais populoso do Rio Grande do Norte e a 1 093ª colocação no Brasil, com uma população de 28 594 habitantes, a maior parte urbana (75,87%), com uma densidade demográfica de 36,74 hab/km². Da população total, 51,02% eram do sexo feminino e 48,36% do sexo masculino, resultando em uma razão de 96 homens para cada cem mulheres. Quanto à faixa etária, 68,16% tinham entre 15 e 64 anos, 23,98% abaixo de quinze anos e 7,86% 65 anos ou mais.
Na pesquisa de autodeclaração do censo, 55,45% dos moradores eram pardos, 30,06% brancos, 13,13% pretos e 1,37% amarelos. Quanto à nacionalidade, todos os habitantes eram brasileiros natos, dos quais 67,79% naturais do município (dos 94,72% nascidos no estado). Dentre os brasileiros naturais de outras unidades da federação, os estados com o maior percentual de residentes eram o Ceará (1,03%), a Paraíba (0,81%) e a Bahia (0,69%), havendo também nascidos em outros quinze estados.
Ainda segundo o mesmo censo, 72,72% dos residentes eram católicos apostólicos romanos, 16,08% evangélicos e 8,47% não tinham religião; outros 0,04% não sabiam sua preferência religiosa e as demais denominações somavam 2,69%. Na Igreja Católica, a padroeira de Macau é Nossa Senhora da Conceição, cuja paróquia foi criada em 19 de agosto de 1854. Também existem alguns credos protestantes ou reformados, sendo a Assembleia de Deus e a Igreja Batista as principais denominações.
O Índice de Desenvolvimento Humano (IDH-M) do município é considerado médio, de acordo com dados do Programa das Nações Unidas para o Desenvolvimento (PNUD). Segundo dados do relatório de 2010, divulgados em 2013, seu valor era 0,665, estando na décima-terceira posição a nível estadual e na 2 776ª colocação a nível nacional. Considerando-se apenas o índice de longevidade, seu valor é 0,792, o valor do índice de renda é 0,650 e o de educação 0,572. No mesmo ano, 80,41% da população viviam acima da linha de pobreza, 10,93% entre as linhas de indigência e de pobreza e 8,66% abaixo da linha de indigência. No mesmo ano, os 20% mais ricos detinham 53,76% do rendimento total municipal, enquanto os 20% mais pobres apenas 3,6%, sendo o índice de Gini, que mede a desigualdade social, igual a 0,508.

## Política e administração
Quando se tornou município, em 1847, Macau teve o coronel Jerônimo Cabral como o primeiro intendente municipal. O primeiro prefeito, após a criação do cargo em 1928, foi Armando China, que desde 1923 era intendente municipal, governando o município até 1930. O atual é José Antônio de Menezes Sousa, do Democratas (DEM), eleito em novembro de 2020 com 56,54% dos votos válidos e empossado em 1° de janeiro de 2021. A sede da prefeitura de Macau é o Palácio João Melo.
O prefeito exerce o poder executivo e é auxiliado pelos secretários municipais. A administração do município também se dá pelo poder legislativo, representado pela câmara municipal, formada por treze vereadores. Cabe à casa legislativa, dentre suas atribuições, elaborar e votar leis fundamentais à administração e ao executivo, especialmente o orçamento municipal. Tanto o prefeito quanto os vereadores são eleitos pelo voto direto para mandatos de quatro anos. O município se rege por lei orgânica, promulgada em 3 de abril de 1990 e atualizada por emendas posteriores, a primeira em 1991.
Existem também alguns conselhos municipais em atividade, sendo alguns deles: Alimentação Escolar, Assistência Social, Cultura, Direitos da Criança e do Adolescente, Educação, FUNDEB, Habitação, Meio Ambiente, Saúde e Tutelar. Macau possui uma comarca do poder judiciário estadual, de entrância intermediária, cujos termos são Galinhos e Guamaré. Pertence à trigésima zona eleitoral do Rio Grande do Norte, possuindo, em dezembro de 2020, 22 040 eleitores, de acordo com o Tribunal Superior Eleitoral (TSE), equivalente a 0,904% do eleitorado potiguar.

## Bairros
| Nomes                 |
| --------------------- |
| Centro                |
| Bairro dos Navegantes |
| Porto de São Pedro    |
| Porto da Pescaria     |
| Ilha de Santana       |
| Ilha dos Coqueiros    |
| Valadão               |
| Diogo Lopes           |
| Cohab                 |

## Feriados municipais
Os seguintes dias são feriados no município de Macau:
- 15 de agosto – Dia de N. S. dos Navegantes
- 9 de setembro – Emancipação Política do Município Cível
- 8 de dezembro – Padroeira Nossa Sra. da Conceição